# Junonia splendens
Junonia splendens är en fjärilsart som beskrevs av Schmidt 1921. Junonia splendens ingår i släktet Junonia och familjen praktfjärilar. Inga underarter finns listade i Catalogue of Life.